# アルテミス・コロナ

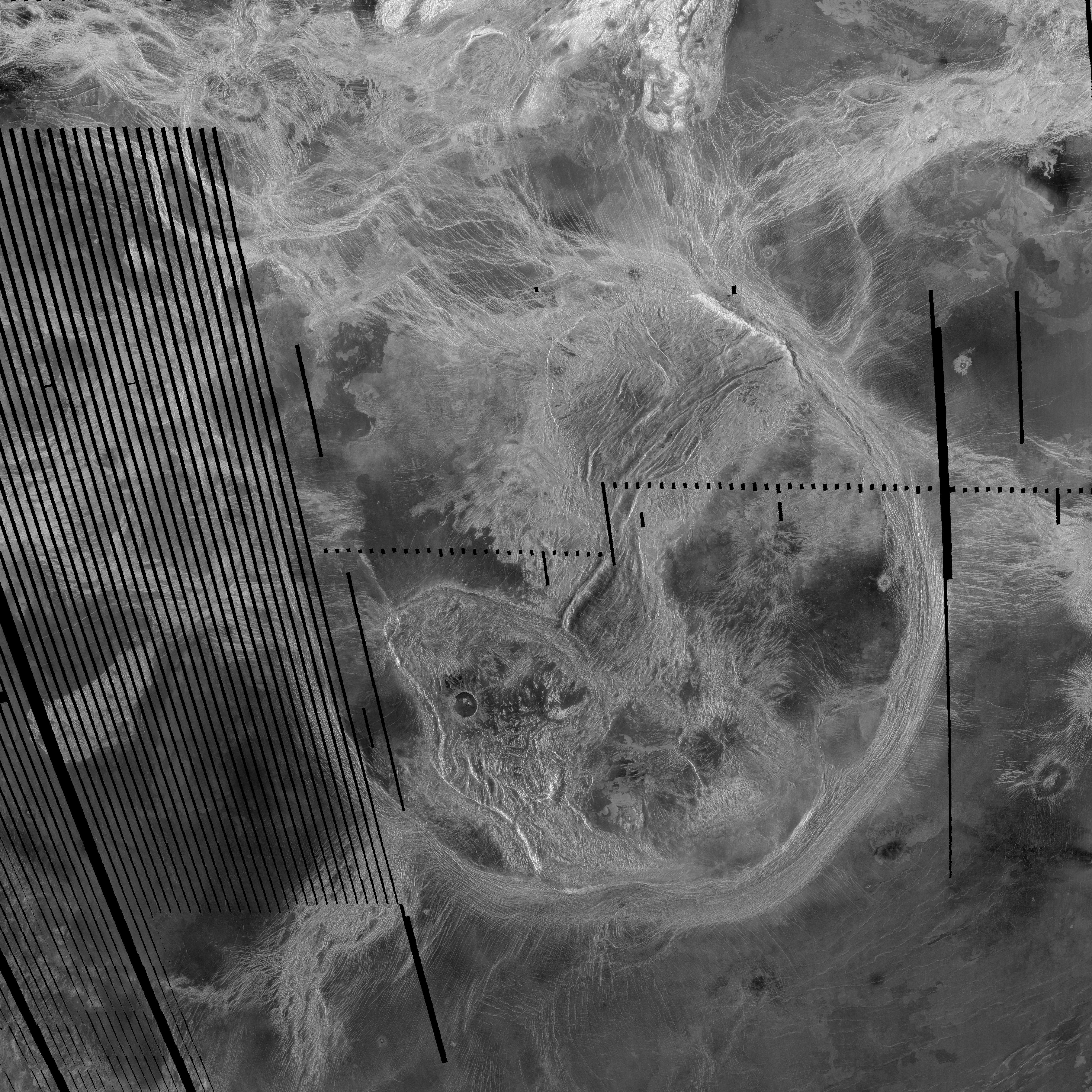
金星上のアルテミス・コロナのレーダー画像

アルテミス・コロナ（英語: Artemis Corona）は金星の南緯35度・東経135度にあるアフロディーテ大陸で見つかったコロナ地形である。

## 概要
アルテミス・コロナは狩猟の女神アルテミスにちなんで名付けられていて、金星では最大のコロナで、直径は2,600キロメートルである。それは主にほぼ円形のアルテミス谷に囲まれていて、主に圧縮起源であると信じられている弧状の特徴の円形ベルトである。
アルテミスは、地域規模で活動しているプレートテクトニクスの場所であると解釈されているため、金星では珍しい特徴の地形である。 周囲の平原の上にそびえる地溝と圧縮弧がある。全体として、アルテミスは他のコロナのように上昇していない。アルテミス内の地域は、実際には周囲の平原から約4km下にある。アルテミス内の最高点と最低点の差は7.5km位である。
アルテミスの中央リフト地域は、オフセットされた拡散ゾーン（Britomartis Chasma）として解釈されており、中央リフトゾーンを相殺する横ずれ断層の明らかな兆候が見られる。逆行性沈み込みは、アルテミスカズマの円弧帯で発生すると解釈されている。

## 参照項目
- 惑星地質学
- コロナ地形